# آیترفلد
آیترفلد (به آلمانی: Eiterfeld) یک شهرداری در آلمان است که در فولدا واقع شده‌است.

## خصوصیات
آیترفلد ۷٬۵۳۸ نفر جمعیت دارد.